# Slagharen
Slagharen est un village dans la commune néerlandaise de Hardenberg, dans la province d'Overijssel. Le 1er janvier 2006, le village comptait 2 878 habitants.

## Lieux et monuments
- Le parc d'attractions Attractiepark Slagharen est situé à proximité de Slagharen.